# 久松土岐太郎
久松 土岐太郎（ひさまつ ときたろう、生没年不詳）は、江戸時代の長崎の地役人、砲術家。長崎町年寄の久松家の当主には土岐太郎を名乗る者は、他に初代土岐太郎忠真と7代目土岐太郎忠誨（久松寬三郞）がいるが、この項では主に久松家（分家）6代目土岐太郎忠功について扱う。

## 土岐太郎忠功
号は適斎。寬三郞、忠功。高島秋帆の次男で、長崎の町年寄の久松家の当主。高島浅五郎（高島秋帆の長男）の弟で、久松碩次郎（高島秋帆の次兄）の甥。
高島流砲術、および荻野流砲術を修める。長崎の遠見番の白江竜吉に砲術を教えており、長崎砲術の中興といわれるが、高島秋帆の疑獄事件により高島流砲術は一時中絶する。
『日本人名大事典』第5巻および『評伝 高島秋帆』、『高島秋帆 人物叢書』では久松家の跡を継いだとあるが、忠功が当主となったのは、分家の久松土岐太郎家である。

### 略歴
天保9年（1838年）6月、町年寄見習となる。
弘化4年（1847年）6月、長崎町年寄に就任。
嘉永元年（1848年）正月、官命により長崎の地役人に荻野流砲術を教える。
嘉永6年3月（1853年）、長崎会所調役に就任。
安政4年（1857年）9月、病気により職を辞する。